# Château de Pin
Le château de Pin est un château situé à Pin, en France.

## Description
Le corps de logis actuel date du XVIIIe siècle, rebâti sur les restes de l'ancien château des XVe et XVIe siècles, dont il reste plusieurs corps de bâtiments à l'ouest de la cour d'honneur.

## Localisation
Le château est situé sur la commune de Pin, dans le département français de la Haute-Saône.

## Historique
Ce château fut pris et endommagé par les Français au cours de la bataille du pont d'Émagny en 1477.
L'édifice est inscrit au titre des monuments historiques en 1995.